# Steve Marnoch
Steven Marnoch (1961) is een Schotse landschaps- en golfbaanarchitect.
Marnochs vader was greenkeeper in Schotland, waardoor hij op een golfbaan opgroeide. In 1992 begon hij in Schotland golfbanen te renoveren en breidde later zijn werkzaamheden uit tot Nederland en België, waar hij bijna alle 'koninklijke' golfbanen onder handen nam.
In Nederland was zijn eerste grote project de aanleg van Maastricht International Golf, een baan die grotendeels in Nederland ligt, maar ook een paar holes in België heeft. Zijn eerste opdracht was om er een champions-course te maken. Later nam GMG de baan over en werd het een openbare baan.
Ook de baan van de Heelsumse werd gerenoveerd. Er kwam een heidebaan, de oude landschapskenmerken worden weer teruggebracht in samenwerking met Natuurmonumenten.
Marnoch is voormalig lid van het European Institute of Golf Course Architects.